# 利吉斯特
利吉斯特是奥地利施蒂利亚州沃茨伯格县的一个市镇。总面积34.63平方公里，总人口3226人，人口密度93.2人/平方公里（2005年）。